# Ettore Bevilacqua
Ettore Bevilacqua (* 13. März 1918 in Montecarotto; † 28. Februar 1979 in Rom) war ein italienischer Schauspieler.
Bevilacqua wurde als eines von fünf Kindern eines Fleischers und einer Hausfrau geboren; bald zogen sie nach Rom. Bevilacqua interessierte sich für das Boxen und unterrichtete auch diesen Sport. Während des Zweiten Weltkrieges kämpfte er in Jugoslawien und heiratete seine Frau Liliana, mit der er drei Kinder hat. Nach Ende des Krieges fand er Arbeit als Platzanweiser in den Kinos der „Scalera Film“, die bald eine der wichtigsten Gesellschaften Italiens werden sollte. Bald war er als Masseur und Fitnesstrainer für viele Schauspieler Italiens tätig und wurde für Nebenrollen von Filmen besetzt; vor allem seine Beziehung zu Federico Fellini, dessen persönlicher Masseur er wurde, dauerte bis zu seinem Tode und somit dreißig Jahre. Auch für Elizabeth Taylor und Anna Magnani wurde Bevilacqua engagiert.
Seine stattliche Erscheinung und Größe (1,90 m) ließen ihn in seinen kleinen Rollen oft bedrohliche Figuren darstellen.

## Filmografie (Auswahl)
- 1951: Nur Du bist mein Traum (Al diavolo la celebrità)
- 1952: Il bandolero stanco
- 1966: Der Lord mit der MP (Le Saint prend l’affût)
- 1970: Die Clowns (I clowns)
- 1971: Die Grotte der vergessenen Leichen (La notte che Evelyn uscì della tomba)
- 1974: L'erotomane